# آدام پالی
آدام پالی (انگلیسی: Adam Pally؛ زادهٔ ۱۸ مارس ۱۹۸۲) یک هنرپیشه اهل ایالات متحده آمریکا است. وی از سال ۲۰۰۲ میلادی تاکنون مشغول فعالیت بوده‌است.

## گزیده فیلم‌شناسی
از فیلم‌ها یا برنامه‌های تلویزیونی که وی در آن نقش داشته‌است می‌توان به آثار زیر اشاره کرد.
- ترور یک رئیس دبیرستان (۲۰۰۸)
- به دست آوردن وودستاک (۲۰۰۹)
- مرد منزوی (۲۰۰۹)
- تک‌همسری (فیلم) (۲۰۱۰)
- پایان خوش (۲۰۱۱)
- ای.سی.او.دی (۲۰۱۳)
- مرد آهنی ۳ (۲۰۱۳)
- فهرست کارها (فیلم) (۲۰۱۳)
- شب‌زنده‌داران (۲۰۱۵)
- بابابزرگ کثیف (۲۰۱۶)
- دو برابر فکر نمی‌کنم (۲۰۱۶)
- مدرسه راهنمایی: بدترین سال‌های زندگی‌ام (فیلم) (۲۰۱۶)
- دریاچه شیمر (۲۰۱۷)
- روزهای سگی (فیلم ۲۰۱۸) (۲۰۱۸)
- سونیک خارپشت (فیلم) (۲۰۲۰)
- سونیک خارپشت ۲ (فیلم) (۲۰۲۲)
- کالیفرنیکیشن (۲۰۰۷–۲۰۱۱)
- گزارش کلبر (۲۰۰۸)
- کمدی بنگ! بنگ! (۲۰۱۳–۲۰۱۵)
- بوجک هورسمن (۲۰۱۵)
- نمایش منظم (زیگبی و مرداک) (۲۰۱۵–۲۰۱۷)
- بابای آمریکایی! (۲۰۱۷)
- مندلورین (۲۰۱۹)
- داک‌تالس (۲۰۲۱)